# Dret a l'habitatge

«Tota persona té dret a un nivell de vida que asseguri, per a ell i la seva família, la salut i el benestar, especialment quant a alimentació, vestir, habitatge, assistència mèdica i als serveis socials necessaris...» (art. 25 de la Declaració Universal dels Drets Humans)

El dret a l'habitatge és el dret econòmic, social i cultural a un habitatge i refugi adequat. Està reconegut en moltes constitucions nacionals, en la Declaració Universal dels Drets Humans i en el Pacte Internacional dels Drets Econòmics, Socials i Culturals.

## Definició
El dret a l'habitatge està reconegut en diversos instruments internacionals sobre els drets humans. L'article 25 de la Declaració Universal dels Drets Humans reconeix el dret a l'habitatge com a part del dret a un nivell de vida adequat:
| « | Article 25 1. Tota persona té dret a un nivell de vida que asseguri, per a ell i la seva família, la salut i el benestar, especialment quant a alimentació, vestir, habitatge, assistència mèdica i als serveis socials necessaris; també té dret a la seguretat en cas d'atur, malaltia, incapacitat, viduïtat, vellesa o altra manca de mitjans de subsistència independent de la seva voluntat. | » |
| — Assemblea General de les Nacions Unides, Declaració Universal dels Drets Humans (Resolució 217 A (III), de 10 de desembre de 1948) | |   |

L'article 11 del Pacte Internacional dels Drets Econòmics, Socials i Culturals (PIDESC) també garanteix el dret a l'habitatge com a part del dret a un nivell de vida adequat.
En la legislació internacional sobre els drets humans el dret a l'habitatge és considerat com un dret autònom. Això es va aclarir en l'Observació General núm. 4 sobre l'habitatge adequat de 1991 del Comitè de l'ONU sobre Drets Econòmics, Socials i Culturals. L'Observació General proporciona una interpretació autoritzada del dret a l'habitatge en termes jurídics en virtut del dret internacional.
En els Principis de Yogyakarta es va afirmar que «tota persona té dret a un habitatge adequat, la qual cosa inclou la protecció contra el desallotjament, sense discriminació per motius d'orientació sexual o identitat de gènere» i que «els Estats: A) Han d'adoptar totes les mesures legislatives, administratives i d'una altra índole que siguin necessàries a fi de garantir la seguretat pel que fa a la tinença i l'accés a un habitatge assequible, habitable, accessible, culturalment apropiat i segur, incloent-hi refugis i altres allotjaments d'emergència, sense discriminació per motius d'orientació sexual, identitat de gènere o estat marital o familiar; b) Han d'adoptar totes les mesures legislatives, administratives i d'una altra índole que siguin necessàries a fi de prohibir l'execució de desallotjaments incompatibles amb les seves obligacions internacionals en matèria de drets humans, i han d'assegurar la disponibilitat de recursos legals o altres apropiats que siguin adequats i efectius per a qualsevol persona que afirmi que va ser-li violat, o es troba sota amenaça de ser-li violat, un dret a la protecció contra els desallotjaments forçats, incloent-hi el dret al reassentament, que comprèn el dret a terra alternativa de millor o la mateixa qualitat i a habitatge adequat, sense discriminació...».
El dret a l'habitatge també apareix en l'article 28 de la Convenció Internacional sobre els Drets de les Persones amb Discapacitat, en l'article 16 de la Carta Social Europea (article 31 en la versió revisada) i en la Carta Africana de Drets Humans i dels Pobles. Segons el Comitè de Drets Econòmics, Socials i culturals de l'ONU, el dret a l'habitatge del Pacte Internacional dels Drets Econòmics, Socials i Culturals inclou els següents aspectes: seguretat jurídica de tinença; disponibilitat de serveis, materials, instal·lacions i infraestructures; assequibilitat; habitabilitat; accessibilitat; ubicació i adequació cultural. Com a fita política, el dret a l'habitatge va ser mencionat per F. D. Roosevelt en 1944 al discurs de la Segona Declaració dels Drets (EUA).

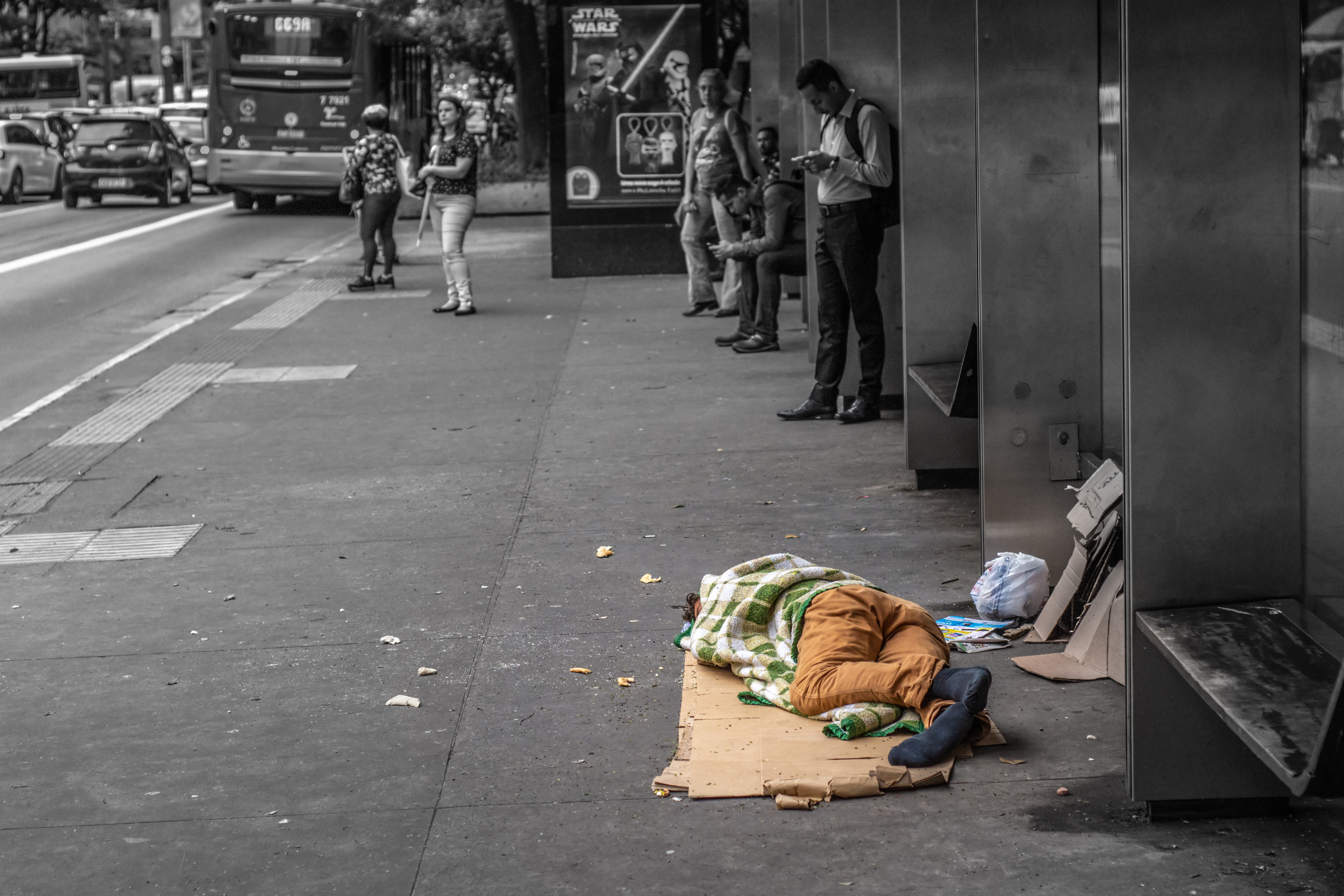
Persona sensellar dormint a l'Avinguda Paulista, ciutat de Sao Paulo. Brasil.

## Legislació espanyola i catalana
L'Estatut de Catalunya de 1932, en el seu article 6 diu que la Generalitat organitzarà tots aquells serveis que la legislació social de l'Estat hagi establert o estableixi.

L'Estatut de Catalunya de 1979 en el seu Article 9 declara que La Generalitat de Catalunya té competència exclusiva sobre les matèries següents:....entre les quals està l'Ordenació del territori i del litoral, urbanisme i habitatge.
| «                                                                                                 | Tots els espanyols tenen dret a gaudir d'un habitatge digne i adequat. Els poders públics promouran les condicions necessàries i establiran les normes pertinents per tal de fer efectiu aquest dret, i regularan la utilització del sòl d'acord amb l'interès general per tal d'impedir l'especulació. La comunitat participarà en les plusvàlues que generi l'acció urbanística dels ens públics | » |
| — Constitució espanyola 1978, article 47, Materials de Pau i Drets Humans, 15. Dret a l'habitatge | |   |

| «                                                                                                   | Drets en l'àmbit de l'habitatge: Les persones que no disposen dels recursos suficients tenen dret a accedir a un habitatge digne, per a la qual cosa els poders públics han d'establir per llei un sistema de mesures que garanteixi aquest dret, amb les condicions que determinen les lleis | » |
| — Estatut de Catalunya 2006, article 26, Materials de Pau i Drets Humans, 15. El dret a l'habitatge | |   |

Aquests texts estan vigents actualment.
Actualment, doncs, el dret a l'habitatge a Espanya es troba reconegut plenament, però malauradament no gaudeix de l'entorn suficient ni adequat per poder ser efectiu. A la pràctica, l'accés a habitatge es troba immers en el mercat. La compravenda o bé el lloguer són les principals vies d'accés a un habitatge, gairebé es podria dir que són les úniques.

## Activisme pel dret a l'habitatge
Les housing associations ("associacions d'habitatge") són organitzacions de dret privat sense ànim de lucre que es dediquen a proporcionar habitatge de promoció pública a baix cost per a persones que ho necessiten al Regne Unit. No hi intervé cap mena de negoci en el finançament, ni per al manteniment dels habitatges existents, ni per a la construcció dels nous. Tot i que són entitats independents, les housing associations estan sotmeses a una normativa i reben subvencions de l'Estat. Actualment, són líders en la construcció d'habitatge nou de lloguer, tot i que majoritàriament es dediquen a la propietat compartida com la manera d'ajudar els que no poden adquirir el seu propi habitatge per ells mateixos.
Les housing associations maneguen un ventall molt ampli de tipologies d'habitatge. Algunes construeixen i administren grans conjunts residencials per a famílies, mentre que les més petites s'especialitzen en projectes per allotjar col·lectius diversos com la gent gran, les persones amb discapacitat psíquica o física, amb malalties mentals, amb problemes d'alcoholisme o drogaaddicció, antics sense sostre, joves, exconvictes, refugiats i dones que han patit maltractaments.
D'acord amb la Llei 19/2015 de 29 de juliol, a Catalunya, s'estableix dos tipus diferents d'accés a la propietat de l'habitatge, el clàssic i la possibilitat d'adquirir el 25% de l'habitatge amb opció a compra de la resta en funció de la situació individual de la persona. Aquesta mesura està servint per combatre la pobresa a Europa, oferint cohesió social i millorant les condicions de vida per a les persones en risc d'exclusió social.